# 祈る人2
『祈る人・2』（いのるひと2）は深井結己の漫画作品。竹書房2001年12月発売。

## 収録作品
- いつかここでキスしよう（麗人98年スプリングスペシャル）
- 人魚姫・イン・ブルー（麗人99年5月号）
- 彼氏のキモチ（麗人00年オータムスペシャル）
- Sweet Grape  (麗人2001年3･5月号）
- 巻末付録
  - 暴れん坊人魚姫